# Appleby Horse Fair

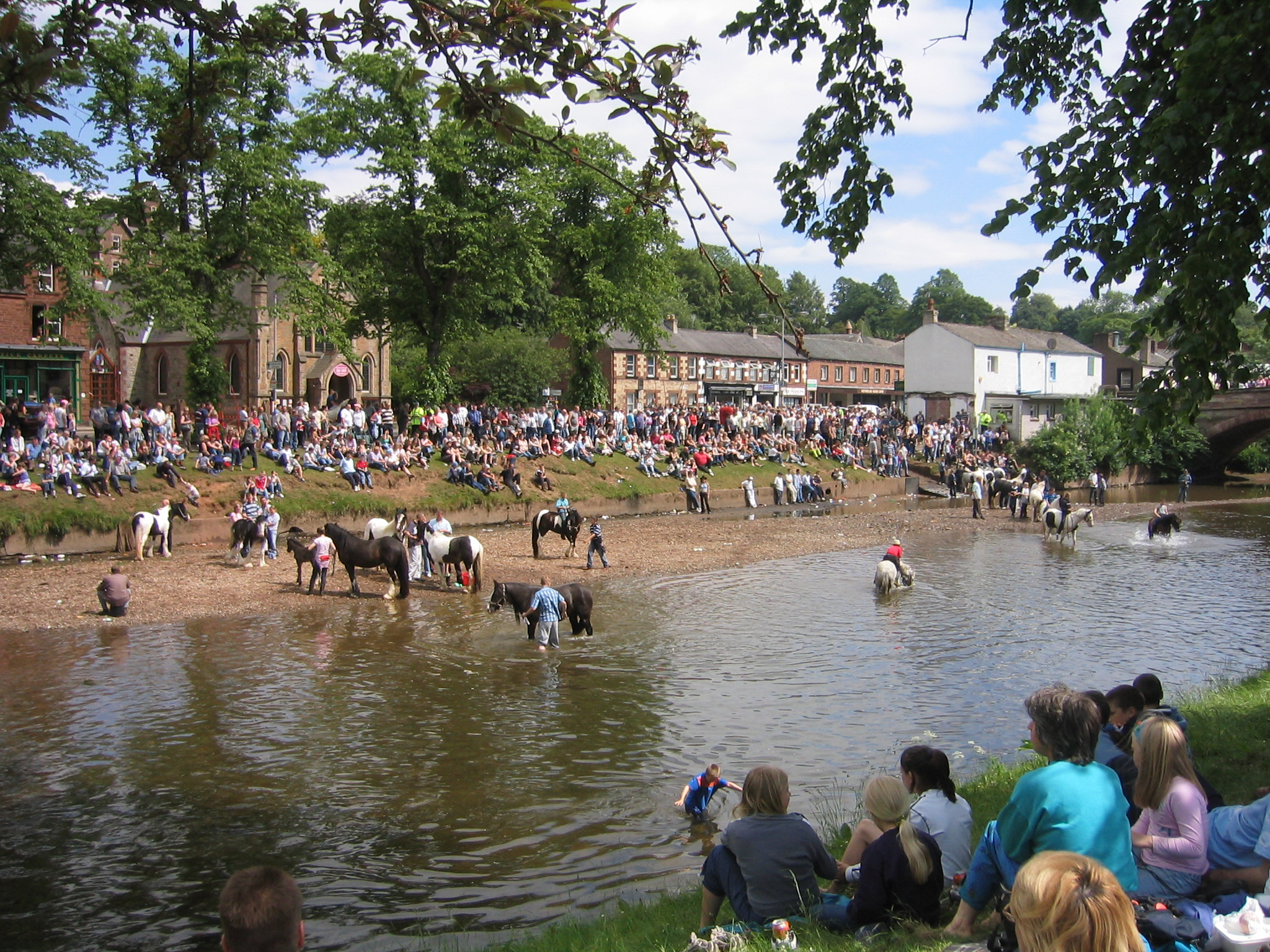
Hästarna rids och tvättas i floden Eden.

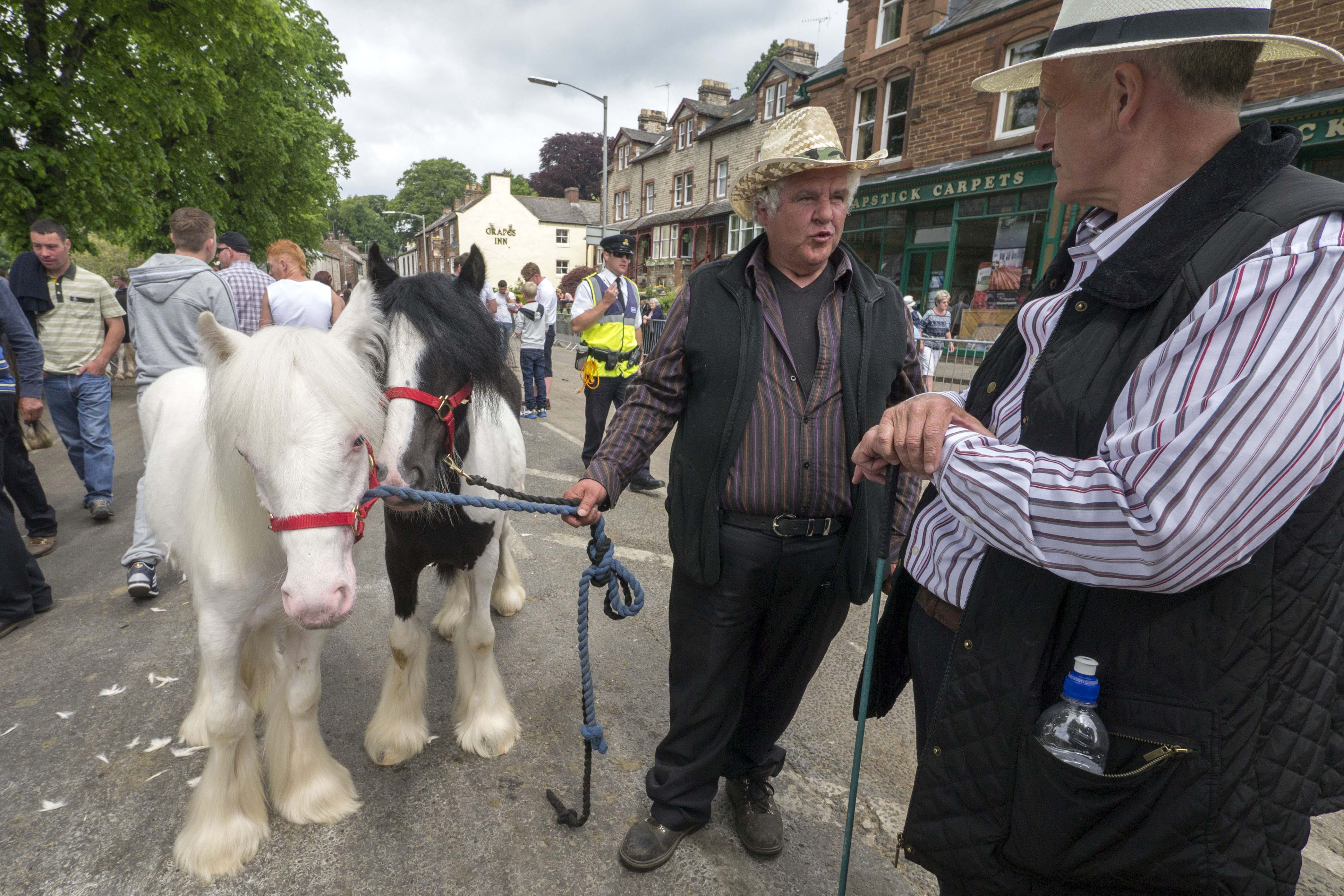
Hästar till försäljning.

Appleby Horse Fair, även känd som Appleby New Fair, är en årlig sammankomst för romer och resandefolk i staden Appleby-in-Westmorland i Cumbria, England.
Hästmässan hålls varje år under en helg i början av juni, och lockar omkring 10 000 romer och resande, tusentals husvagnar, hundatals hästdragna fordon och omkring 30 000 besökare. 
Appleby Horse Fair räknas som den största traditionella mässan för romer i Europa, och liknas vanligtvis vid en stor familjesammankomst. Hästarna tvättas i floden Eden, och travas upp och ner för den "blinkande banan"  för beskådan och försäljning. Det finns en marknad på Jimmy Winter's Field som säljer en mängd olika varor, traditionella ting för romernas resesamhälle, och en rad hästrelaterade produkter.
Mässan hålls utanför staden Appleby, där Roman Road korsar Long Marton Road, inte långt från Gallows Hill, uppkallad efter de offentliga hängningar som en gång genomfördes där.
I mitten av 1900-talet utvecklades historien om att mässan uppstod av en kunglig stadga i stadsdelen Appleby av kung James II 1685, men ny forskning har dock visat att 1685 års stadga inte är relevant.
Applebys medeltida stadsmässa upphörde 1885. "Nya mässan"  började 1775 och hölls på Gallows Hill, som då var oinhägnad mark utanför stadsgränsen,  hästhandlare, får och boskapsdrivare fick där sälja sina djur, med åren har det utvecklats till en plats och tillfälle för resande att träffas. 
Under hela mässans historia har ingen grupp gjort anspråk på ägande av mässan, eller åtalats för att delta i den. Mässans rättsliga status beror inte på en stadga, utan på det juridiska begreppet preskriptiv rätt, servitut, eller sedvänja.

## Galleri

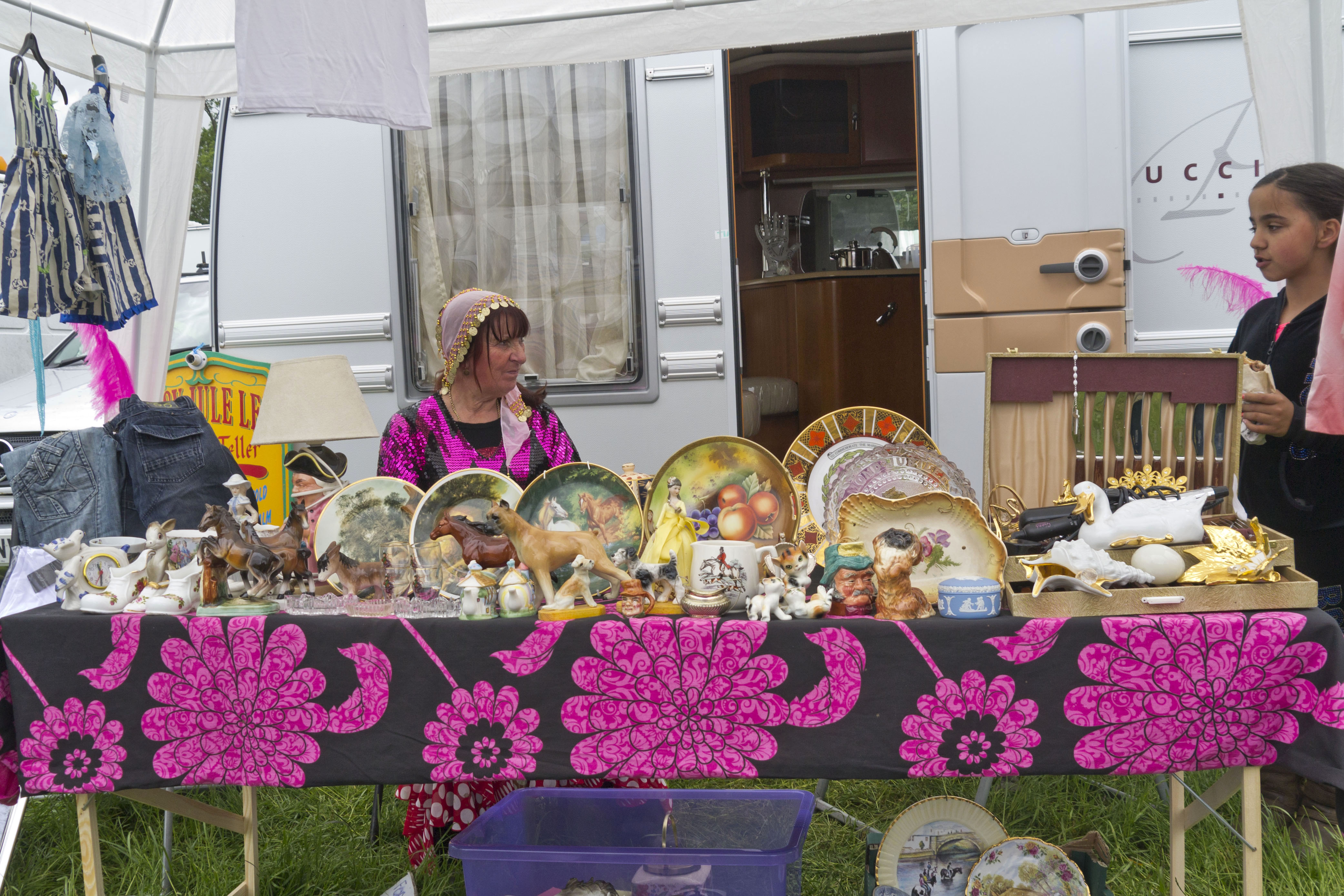
Försäljning av diverse prydnadsföremål.
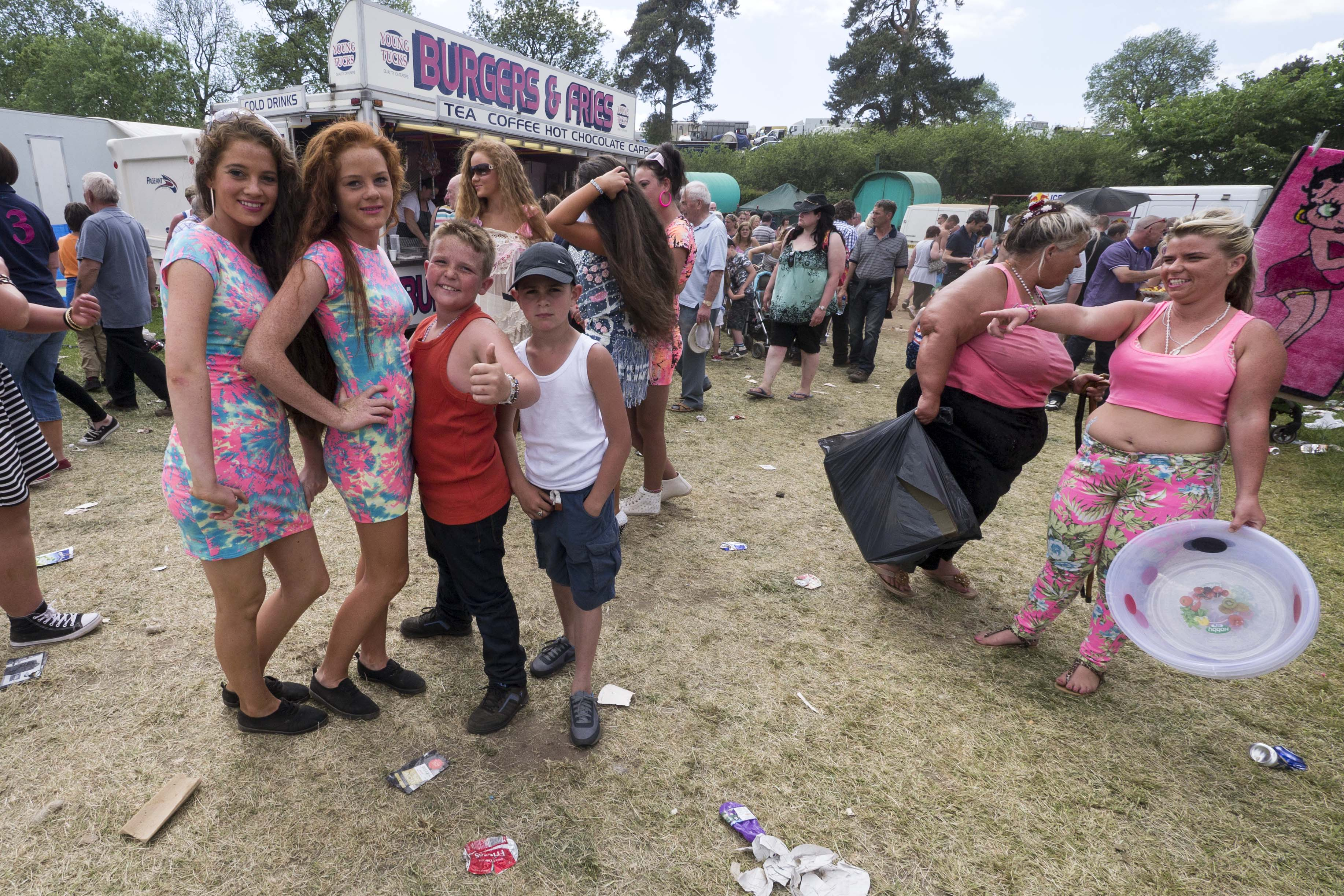
Besökare på marknaden 2013.
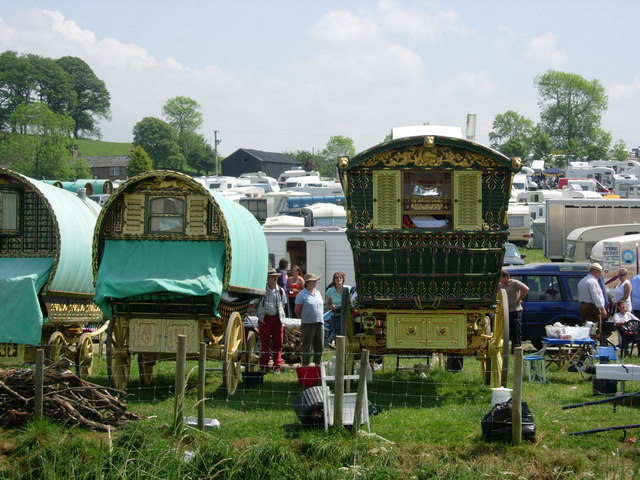
Hästvagnar på marknaden.
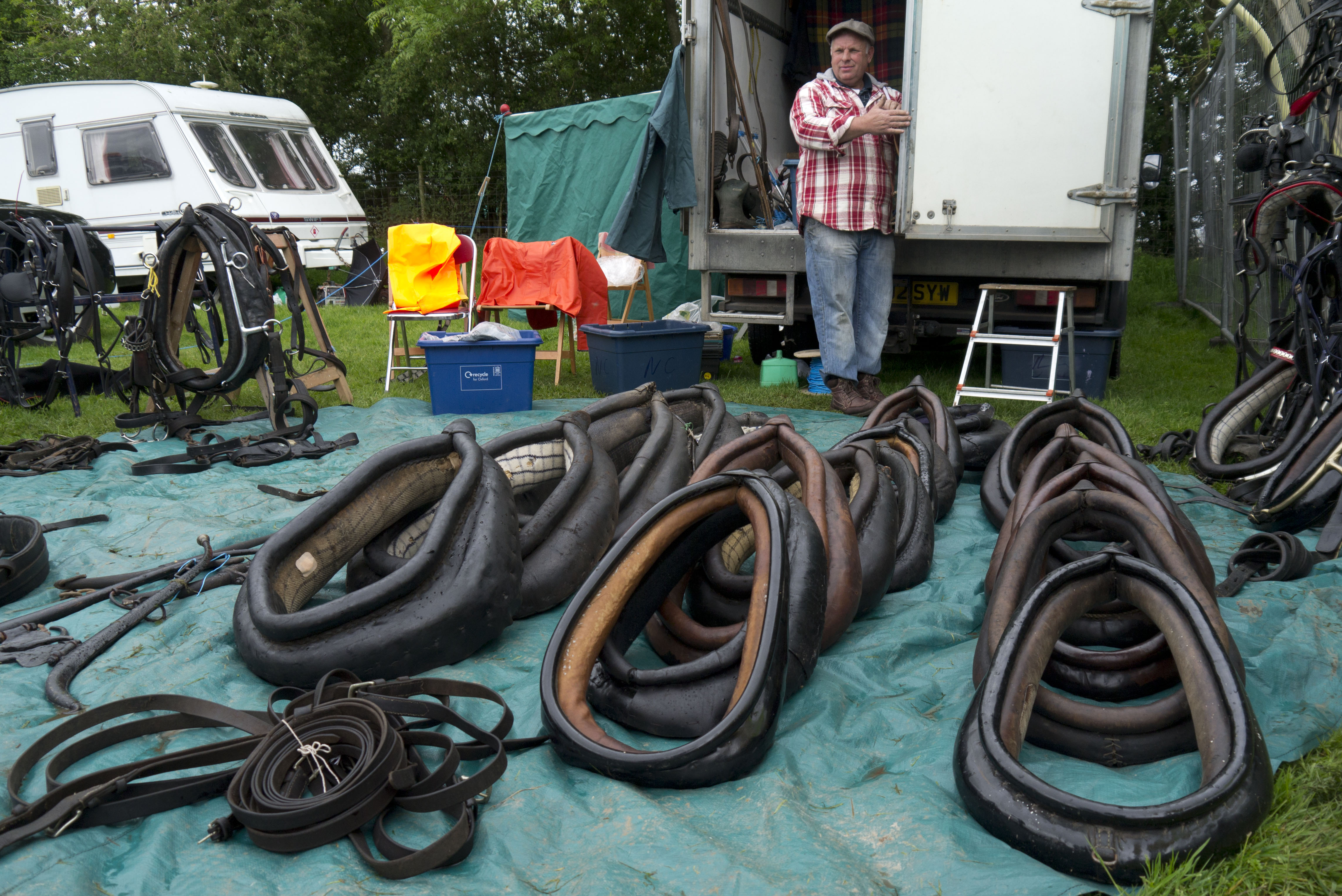
Hästok till försäljning.
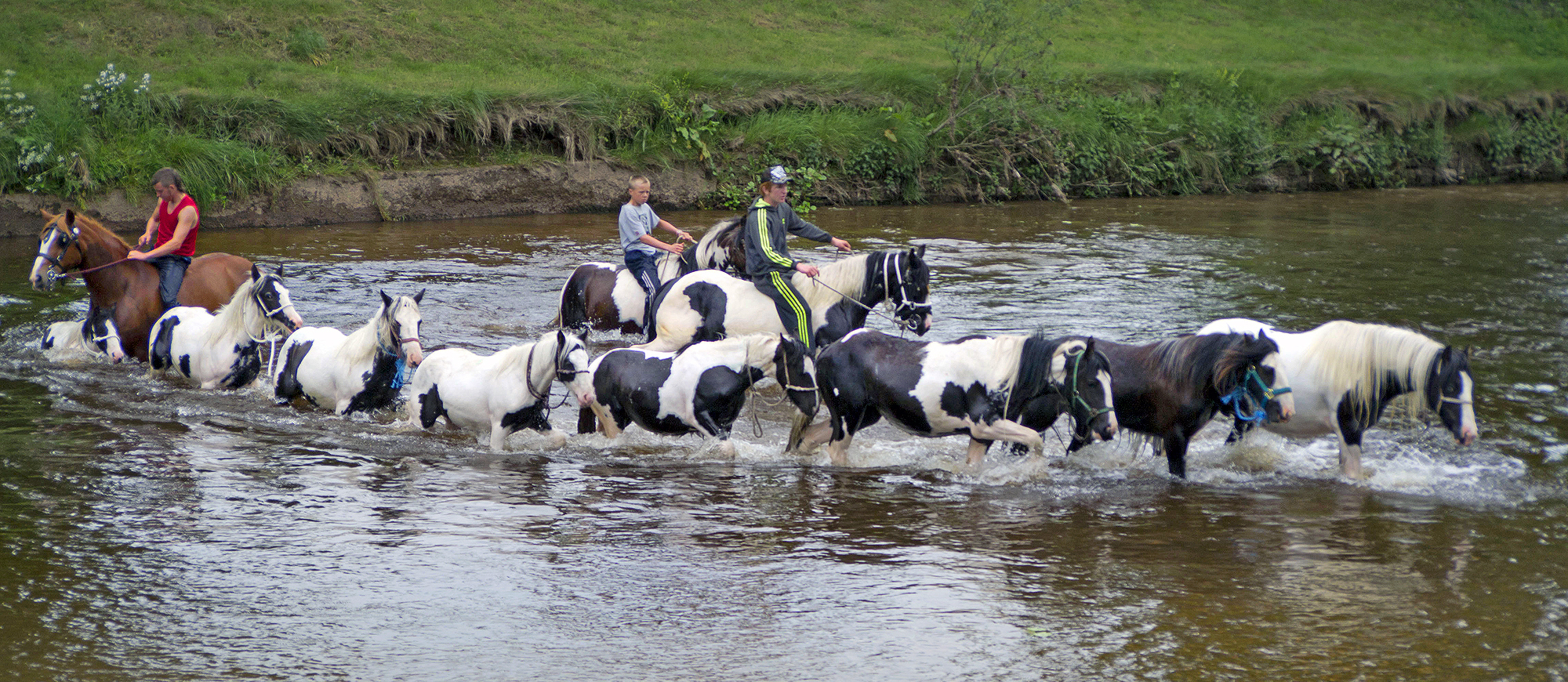
Hästar vadar i floden Eden.